# Дрогобицький розстріл виборців (1911)
Дрогобицький розстріл виборців 1911 року — застосування збройної сили для розгону протестуючих виборців у Дрогобичі в ході виборів до австрійського парламенту 19 червня 1911 року, у результаті чого 29 осіб було вбито, ще двоє відразу померли від ран, близько 100 поранено.

## Перед виборами
У ході виборів до австрійського парламенту в 1911 році в міському виборчому окрузі Дрогобич — Сколе — Турка проявилося гостре протистояння у Галичині між владою і різними верствами населення.
Кандидати були висунуті основними політичними партіями регіону: Натан Левенштейн від польських демократів — представляв польських промисловців нафтового району, яких очолював віденський підприємець Якоб Фейєрштейн, також урядовий кандидат; М. Балицький від народових демократів — представляв іншу слабшу групу промисловців; П. Ціппер — кандидат від єврейських соціал-демократів; В. Кобрин — від українських соціал-демократів.
Тривалий час у Дрогобичі порядкувало сімейство Гартенбергерів. Після цих виборів у регіоні прагнув остаточно утвердитися Я. Фейєрштейн. Перед виборами його представники фактично призначали посадових осіб у місті. Фейєрштейн зробив ставку на Н. Левенштейна і фінансував його вибори.
Для забезпечення перемоги Н. Левенштейна були використані різноманітні шахрайства. Виборча комісія, яка була пов'язана з Фейєрштейном, включала до списків померлих, дітей, засуджених, навіть жінок, що не мали на той час виборчого права, включала осіб у різні списки. Протести не бралися до уваги, навіть у Відні. В останній день до списків було внесено 1500 фіктивних осіб.

## День виборів
Голосування проходило в гімнастичній залі на вулиці Стрийській, неподалік від міського ринку. Нібито для охорони порядку, а фактично з метою утруднення входу виборцям до зали голосування, виборчий будинок був оточений трьома великими колами пішим та кінським військом, місцевою жандармерією.
Голосування розпочалося 19 червня о 5-й годині ранку. Перед прибуттям виборчої комісії біля будинку зібралося багато жителів міста, особливо молоді. Вони вимагали від повітового комісара С. Лишковського видати їм бюлетені та
допустити їх до голосування. Проте він наказав заарештувати ініціаторів, що викликало обурення серед людей, що перебували перед будинком.
До 10-ї години ранку проголосували в основному лише виборці урядового кандидата, яких жандарми та військові пропускали по спеціальних білих виборчих картках. Через такі порушення виборів, кілька сотень виборців кинулися до агітаційного приміщення проурядового кандидата, що знаходився навпроти виборчого будинку, бо їм стало відомо про підробку там бюлетенів. Поліцейський поранив шаблею студента Торажевського. Повітовий комісар наказав гусарам «розсіяти» натовп, які при цьому покалічили багатьох людей.
Люди біля виборчого будинку почали кидати каміння в гусарів. Слюсар Дмитро Татарський та муляр Микола Кушнір вимагали від гусарів припинити напад, але він продовжився, було поранено декількох осіб. Під натиском натовпу гусари відступили. Повітовий староста і комісар поліції викликали піхотинців, які вишикувалися і без попередження стали стріляти в натовп, відтісняти багнетами виборців у напрямку ринку. Люди кидали каміння в солдатів, били вікна у приміщенні, де знаходилося бюро провладного кандидата.
О другій годині дня виборці знову зібралися на вулиці Стрийській. По них почати стріляти військові з двох сторін. Розпочалася паніка, почали падати вбиті та поранені. Стрільба не припинилася, солдати продовжували обстрілювати виборчі приміщення українських і єврейських соціал-демократів. Дмитро Татарський, вийшовши з натовпу, закликав солдатів припинити стрілянину, але його вбив жандарм штиком. Серед вбитих були жінки, неповнолітній. Загинув французький громадянин Євгеній Бертелотті, вчитель місцевої гімназії, який прийшов подивитися на хід виборів.

## Наступні дні
У місті була припинена робота підприємств, торгівля, школи, було введені додаткові війська, загальна кількість солдат досягла 2 тисяч. На похоронах вбитих було заборонено проголошувати промови. Вулиці, по яких йшли похоронні процесії, були оточені військами.
До Дрогобича прибув представник намісника Зимний. Опозиційні партії домоглися від нього створення «Громадського
комітету порятунку», для допомоги пораненим виборцям і сім'ям жертв розстрілу. Проте лікування поранених було організоване погано. Три лікарі зі Львова прибули тільки через декілька днів. Лікарня була переповнена, не вистачало необхідного обладнання, складні операції не проводилися. Через це сталися смерті поранених.
Невдовзі стали проводитися арешти учасників виборів, на яких влада намагалася перекласти провину за події. Дії військових та жандармів щодо виборців ігнорувалися. Було засуджено декількох учасників протесту. А дійсні винуватці дрогобицьких злочинів староста К. Піонткевич і повітовий комісар С. Лишковський були переведені в інші місця.

## Реакція на розстріл
Розстріл виборців у Дрогобичі викликав протести в усій Австро-Угорщині. У Львові, біля будинку де мешкав Натан Левенштейн, 4 липня 1911 року відбулася демонстрація міщан, декількох учасників заарештували. У Відні студенти-галичани на своїх зборах висловили співчуття жертвам дрогобицького розстрілу, пройшли демонстрацією по вулицям, але біля віденського будинку Я. Фейєрштейна їх розігнала поліція.
За даними виборчої комісії Натан Левеншайн набрав 5979 голосів, Володимир Кобрин — 768, Ґершон Ціппер — 600, Матій Балицький — 372.
Соціал-демократичні посли в австрійському парламенті домоглися створення національної комісії для розслідування цих подій. Комісія виявила численні зловживання у складанні виборчих списків на користь Н. Левенштейна. Деякі виборці були внесені декілька раз, виявленні сім'ї з 68 виборцями, виборча комісія складалася з ставлеників Я. Фейєрштейна. Під час голосування члени комісії переглядали бюлетені і були випадки, що приховували або замінювали ті, які були за опозиційних кандидатів.
Натан Левенштейн, відмовився від мандата, бо зрозумів, що уряд буде змушений провести повторні вибори.
На розі будинку по вул. І. Мазепи, 9 від початку вулиці Й. Левицького, де знаходилася спортивна зала, встановлена пам'ятна таблиця про ці події.
Збереглися фото, які ілюструють той час.